# کاکل‌فری نوک‌سرخ
کاکل‌فری نوک‌سرخ یا کاکل‌فری تاج‌سرخ (نام علمی: Crax blumenbachii) یک گونه در معرض خطر انقراض از گوش‌خراشان است که بومی جنگل‌های جلگه‌ای اقیانوس اطلس در ایالت‌های اسپریتو سانتو، باهیا و میناس گرایس در جنوب شرقی برزیل است. جمعیت آن به دلیل شکار و جنگل‌زدایی رو به کاهش است و احتمالاً از میناس گرایس منقرض شده است. در حال حاضر با استفاده از افراد پرورش‌یافته در اسارت دوباره به ریودوژانیرو معرفی شده است. همان‌طور که نام رایج آن نشان می‌دهد، نر تا حد زیادی منقار قرمز دارد، اما در ماده وجود ندارد.